# 马萨诸塞大学系统
马萨诸塞大學系統（英語：University of Massachusetts）, 是由美国麻薩諸塞州五所公立大學所組成的高等教育系統，也是麻薩諸塞州唯一的公立研究型大學系統。校區分布於阿默斯特、波士顿、达特茅斯、洛厄尔和醫學院所在地沃斯特。在這五所大學中，麻薩諸塞大學阿默斯特分校是系統中的旗艦學校，也是最大和最老的學校。

## 系統成員
- 麻薩諸塞大學阿默斯特分校（Amherst）：旗舰校区
- 麻薩諸塞大學波士頓分校（Boston）
- 麻薩諸塞大學达特茅斯分校（Dartmouth）
- 麻薩諸塞大學洛厄尔分校（Lowell）
- 麻薩諸塞大學沃斯特分校（Worcester）：医学院

## 著名校友
- 约瑟夫·泰勒：诺贝尔物理学奖获得者，麻省大学物理系教授
- 拉塞尔·赫尔斯：诺贝尔物理学家获得者，1975年麻省大学物理学博士
- 杰克·韦尔奇：通用电气公司前首席执行官，毕业于麻省大学安默斯特校区。
- 朱國瑞
- 張國鑫
- 董陽孜
- 杜占元
- 郝龍斌
- 希娜·拉巴尼·哈尔
- 李民骐
- 梁恩佐
- 比尔·普尔曼
- 史蒂芬·辛諾夫斯基
- 班傑
- 楊祖珺
- 周其凤：前北京大学校长，麻省大学高分子专业博士学位。
- 赵伟：前澳门大学校长。
- 徐賁
- 王瑾
- 彼得·莱尔德